# 톈두청
톈두청(天都城)은 중화인민공화국 저장성 항저우 위항구에 있는 주거 지역으로 파리를 본땄다. 108m 모조 에펠탑으로 상징되는 톈두청 공사는 2007년 시작했는데 1만 명이 주거한다는 애초의 계획과 달리 2013년 현재 거주자는 2천 명 정도다.

## 갤러리
- File:201806 La tour Eiffel at Tianducheng.jpg
- 공식적으로 샹셰루라고 불리는 모조 샹젤리제
- 샹셰루 표지판
- 샹셰루 북쪽 끝에서 바라본 모습
- 톈두 공원